# Rhinebeck (village, New York)
Ne doit pas être confondu avec Rhinebeck (New York).
Rhinebeck est un village situé dans le comté de Dutchess, dans l'État de New York, aux États-Unis,. En 2010, il comptait une population de 2 657 habitants, estimée au 1er juillet 2019 à 2 563 habitants.

## Démographie
Lors du recensement de 2010, le village comptait une population de 2 657 habitants. Elle est estimée, en 2019, à 2 563 habitants.